# William Garbutt
William Thomas Garbutt (9. ledna 1883, Hazel Grove Spojené království – 24. února 1964, Warwick Spojené království) byl britský fotbalový záložník a později i trenér.

## Trenérské úspěchy

### Klubové
- 3× vítěz italské ligy (1914/15, 1922/23, 1923/24)
- 1× vítěz španělské ligy (1935/36)